# Bertil Carlberg (konstnär)
Bertil Harry Claes Carlberg, född 13 februari 1916 i Ystad, död 28 maj 2003 i Oscars församling i Stockholm, var en svensk skulptör, tecknare och grafiker.
Carlberg studerade konst vid Otte Skölds målarskola och i Paris. Hans bildkonst består av stadsmotiv, figursaker, stilleben och landskap, som skulptör utförde han mindre småfigurer. Bertil Carlberg är gravsatt i minneslunden på Galärvarvskyrkogården i Stockholm.